# Ne Win
Ne Win, född som Shu Maung antingen 1910 eller 1911, död 5 december 2002 i Rangoon, var en burmesisk militär och politiker. Han var Burmas de facto ledare från 1962 till 1988 samt president 1974 till 1981.
1941, före Burmas självständighet, stödde Ne Win Japan, men 1945 började han stödja britterna mot den japanska ockupationsmakten. Efter Burmas självständighet 1948 var han inrikesminister, försvarsminister och överbefälhavare 1949 till 1950. 1958 till 1960 ledde han Burmas regering som hade till uppgift att organisera allmänna val. 1962 tog han makten med hjälp av en statskupp som ledde till att krigsmakten styrde Burma. 1962 till 1974 var han både stats-, regeringschef, 1974 till 1981 var han president och fram till 1988 verkade han som partiledare. Under hans ledning blev Burma en enpartistat med socialistisk författning.